# Dietrich Schwab
Dietrich Schwab war ein getaufter Jude und antisemitisch gestimmter antijüdischer Apologet des 17. Jahrhunderts.
Im Jahr 1615 erschien in Paderborn seine polemische Schrift Detectum velum Mosaicum Judaeorum nostri temporis: Das ist: Jüdischer Deckmantel dess Mosaischen Gesetzes, unter welchem die Juden jetzigen Zeit allerley Bubenstück, Laster, Schand und Finantzerey, & üben und treiben, auffgehoben und entdecket / durch Dietherichen Schwaben ....